# Gudrun Pontius
Gudrun Pontius (* 25. April 1944 in Saßnitz; † 6. Januar 1999 in Berlin) war eine deutsche Malerin und Grafikerin.

## Leben und Werk
Der Vater von Gudrun Pontius, Friedrich K. Pontius, war 1936–1939 Kurdirektor in Saßnitz. Er starb im Zweiten Weltkrieg. Ihre Mutter Johanna Emmi (1913–2006) war Kindergärtnerin. Sie zog mit Gudrun und ihren beiden Brüdern nach dem Tod ihres Mannes in ihre Heimat nach Ebersdorf. Dort besuchte Gudrun Pontius die Schule. Dann absolvierte sie die Fachschule für Spielzeuggestaltung in Sonneberg und besuchte die Abendakademie der Leipziger Hochschule für Grafik und Buchkunst (HGBK). Von 1964 bis 1966 arbeitete sie im Zierporzellanwerk Lichte als Modelleurin.
Von 1966 bis 1972 studierte Gudrun Pontius an der HGBK, insbesondere bei Hans Mayer-Foreyt, Wolfgang Mattheuer und Werner Tübke. Sie gehörte zu den Besten ihres Diplom-Jahrgangs. Danach arbeitete sie als Mitglied des Verbands Bildender Künstler der DDR in Leipzig als freischaffende Malerin.
1982 stellte sie einen Antrag auf Ausreise in die Bundesrepublik, der abgelehnt wurde. 1989 engagierte sie sich im Neuen Forum.
Als sie nach dem Ende der DDR kaum noch Aufträge erhielt, gründete sie 1989 zur Selbsthilfe mit weiteren acht Leipziger Künstlerinnen die Produzentengalerie „Trespe“. 1991 gehörte sie zu den Neugründerinnen der Ortsgruppe Leipzig/Sachsen der GEDOK.
Mit weiteren Künstlerinnen unternahm sie mit Godula Kosack, Chief Executive Officer von Terre des Femmes, eine Studienreise auf die Insel Alicudi. Zu einer weiteren gemeinsamen Reise nach Kamerun kam es wegen ihres Ablebens nicht.

## Rezeption des Werks seit 1989
„Statt der zeitraubenden lasierenden Ölmalerei bedient sie sich jetzt vorwiegend der Pastellkreiden. Die geschlechtslosen Gestalten in oft dramatischen Posen stehen im Bann der Neuen Wilden. Eine große Knieende ("Riss") belegt die Auseinandersetzung mit dem Werk Paula Modersohn-Beckers. Jetzt bannt sie die aufs Äußerste reduzierten Figuren der Fallenden und Aufsteigenden, Tanzenden, Trauernden, gegen Schatten Kämpfenden, das Licht Sehenden, ins Wasser Springenden auf Papier oder Leinwand. Der Gegensatz von Rot und Blau verbindet sich mit dem Zitat von Feuer und Wasser.“

## Werke (Auswahl)
- Alter Mann und Mädchen (Öl auf Hartfaser, 29,5 × 24,3 cm, 1968; Kunsthalle der Sparkasse Leipzig)[4]
- Matrosenzug (Öl auf Hartfaser, 47 × 37,5 cm, 1969; Kunsthalle der Sparkasse Leipzig)[5]
- Hohe Straße 30 (Öl auf Hartfaser, 38,7 × 29 cm, 1969; Kunsthalle der Sparkasse Leipzig)[6]
- Verkehrsgarten (Öl auf Pappe, 34,5 × 47,5 cm, 1976; Lindenau-Museum Altenburg/Thüringen)[7]
- Abendlandschaft (Öl auf Hartfaser, 1976)[8]
- Lobensteiner Straße (Öl auf Hartfaser, 1976/1977; Angermuseum Erfurt)[9]
- Landschaft mit Regenbogen (Öl auf Hartfaser, 76 × 96,5 cm, 1981; Kunsthalle der Sparkasse Leipzig)[10]

## Ausstellungen
- 1974 und 1979: Leipzig, Bezirkskunstausstellungen
- 1975: Altenburg/Thüringen, Lindenau-Museum („Lithografie im Bezirk Leipzig“)
- 1977/1978 und 1982/1983: Dresden, VIII. und IX. Kunstausstellung der DDR
- 1978 Leipzig, Galerie am Sachsenplatz („Fünf junge Künstler. Wolfram Ebersbach, Günter Firit, Gudrun Pontius, Torsten Gregor Schade, Manfred Smollich“)
- 1979: Altenburg/Thüringen, Lindenau-Museum („Radierung und Kupferstich im Bezirk Leipzig“)
- 1984: Leipzig, Museum der bildenden Künste („Kunst in Leipzig 1949 -1984“)
- 1985: Erfurt, Gelände der Internationalen Gartenbauausstellung („Künstler im Bündnis“)
- 1987: Leipzig, Museum der bildenden Künste („Leb und vergiss nicht. Graphik und Zeichnung von Künstlern der DDR zu russischer und sowjetischer Literatur“)
- 1994: Leipzig, Lichthof des Landratsamts („Zu ein ander - Malerei, Installation, Objekte“)